# Wasyl Cuszko
Wasyl Petrowycz Cuszko, ukr. Василь Петрович Цушко (ur. 1 lutego 1963 w m. Nadriczne w obwodzie odeskim) – ukraiński polityk i ekonomista, deputowany i minister.

## Życiorys
W 1988 ukończył Odeski Instytut Rolniczy, po czym pracował w sektorze rolnym. W latach 1994–2007 pełnił funkcję deputowanego do Rady Najwyższej. Należał do Wiejskiej Partii Ukrainy, następnie wstąpił do Socjalistycznej Partii Ukrainy. Od 2005 do 2006 był przewodniczącym Odeskiej Obwodowej Administracji Państwowej. W grudniu 2006 został nominowany na stanowisko ministra spraw wewnętrznych Ukrainy w rządzie Wiktora Janukowycza, złożył dymisję wkrótce po przedterminowych wyborach w 2007.
W marcu 2010 po raz kolejny wszedł w skład rządu jako minister gospodarki w gabinecie Mykoły Azarowa (stanowisko to zajmował do grudnia 2010), następnie stanął na czele Komitetu Antymonopolowego (do 2014). Od 2010 do 2011 stał na czele socjalistów. W 2014 kandydował na urząd prezydenta, uzyskując poparcie poniżej 0,1% głosów.

## Odznaczenia
- Order „Za zasługi” II klasy (2013)[4]
- Order „Za zasługi” III klasy (1997)[5].